# L'Isla de Haut
L'Isle-en-Dodon (en occità L'Isla de Haut) és un municipi francès situat al departament de l'Alta Garona i a la regió d'Occitània.